# 640er
Portal Geschichte | Portal Biografien | Aktuelle Ereignisse | Jahreskalender | Tagesartikel

◄ |
6. Jh. |
7. Jahrhundert
| 8. Jh. | ►

◄ |
610er |
620er |
630er |
640er
| 650er | 660er | 670er | ►

640 |
641 |
642 |
643 |
644 |
645 |
646 |
647 |
648 |
649

## Ereignisse
- 640: Die Muslime unter ʿAmr ibn al-ʿĀs besiegen in der Schlacht bei Heliopolis die Byzantiner in  Ägypten. Alexandria kann sich noch bis 642 behaupten. Ägypten wird zu einer Provinz der Umayyaden, die von Damaskus aus regieren.
- Ausbreitung des Islam im östlichen Nordafrika und in Persien.
- 642: Mit der Schlacht bei Nehawend bricht das Sassanidenreich unter dem Ansturm der Araber zusammen.
- 644: ʿUthmān ibn ʿAffān, ein Schwiegersohn Mohammeds, wird nach der Ermordung seines Vorgängers ʿUmar ibn al-Chattāb in Medina zum dritten Kalifen der Muslime gewählt.
- 645 wird die byzantinische Flotte von den Muslimen vor der Küste Lykiens schwer geschlagen. Byzanz verliert die Seeherrschaft im Mittelmeer an die arabischen Muslime.